# Lourdes Vega
Lourdes Vega Fernández (Villanueva del Fresno, 1965) és una científica espanyola, especialista en física teòrica i desenvolupament sostenible. L'any 2013 va rebre el Premi Reial Societat Espanyola de Física atorgat per la Fundació BBVA. Ha publicat més de 300 articles científics, té cinc patents, i és autora d'un reconegut llibre de divulgació sobre els usos del CO2. Vega és membre dels consells d'administració d'Ercros i el Canal d'Isabel II.